# Gemeentelijke gezondheidsdienst
De Gemeentelijke gezondheidsdienst, Gemeentelijke geneeskundige dienst, Geneeskundige gezondheidsdienst of Gemeenschappelijke gezondheidsdienst (GGD) is de dienst waarover elke gemeente in Nederland volgens de wet dient te beschikken om een aantal taken op het gebied van de publieke volksgezondheid uit te voeren. In het verleden waren er ook diensten die de naam Gemeentelijke Geneeskundige en Gezondheidsdienst (GG&GD) hanteerden. De laatste gemeenten die dat deden waren Amsterdam (tot 2005) en Utrecht. De eerste GGD werd opgericht in 1901 en was de GGD Amsterdam.

## Wettelijke basis
De burgemeester en wethouder zijn verantwoordelijk voor de instelling en instandhouding van de gemeentelijke gezondheidsdiensten. Voorheen viel dit onder verschillende wetten: de Wet collectieve preventie volksgezondheid en de Infectieziektenwet. Bovendien was de wetgeving aangevuld met diverse ministeriële regelingen die de taken van de gemeenten op een bepaald gebied uitwerken; zo bepaalt het Besluit jeugdgezondheidszorg welke taken onderdeel zijn van het verplichte basistakenpakket JGZ.
Sinds 1 december 2008 is er één wet waarin alle taken en verantwoordelijkheden zijn opgenomen. Dit is de Wet publieke gezondheid, ook wel Wet PG genoemd.

## Taken

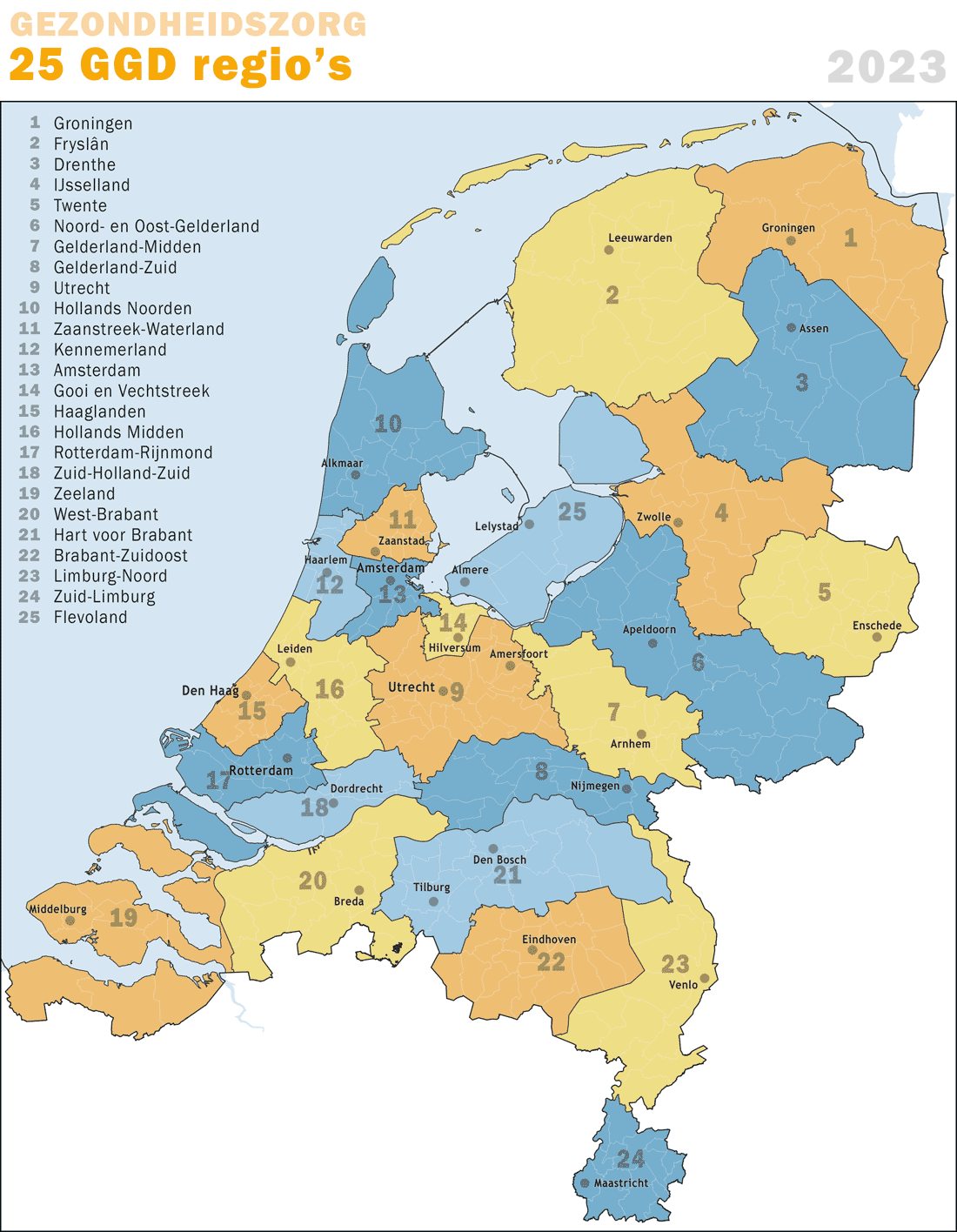
GGD-regio's per 2023

Het taakgebied van de GGD is zeer divers. De taken die gemeenten op basis van de wet moeten uitvoeren worden door alle GGD'en op enigerlei wijze verzorgd. Wettelijke taken van de GGD zijn onder meer:
- jeugdgezondheidszorg (inclusief logopedie en het uitvoeren van het rijksvaccinatieprogramma)
- medische milieukunde
- technische hygiënezorg
- bevolkingsonderzoeken
- epidemiologie
- gezondheidsvoorlichting
- openbare geestelijke gezondheidszorg (OGGZ)
- infectieziektebestrijding; daarvoor wordt onder andere bron- en contactonderzoek uitgevoerd.
- tuberculosebestrijding
- Geneeskundige HulpverleningsOrganisatie in de Regio (GHOR)

Daarnaast kunnen GGD'en diverse aanverwante taken uitvoeren als de gemeenten in hun regio daarvoor kiezen. Over het algemeen hebben deze taken duidelijke raakvlakken met de wettelijke taken.
- sociaal-medische advisering
- reizigersvaccinaties
- forensische geneeskunde (lijkschouw, arrestantenzorg, letselbeschrijving,...)
- gezondheidsscreenings
- medische opvang van asielzoekers

## Expertise
Elke GGD moet ten minste beschikken over deskundigen op de volgende gebieden:
- geneeskunde;
- epidemiologie;
- verpleegkunde;
- gezondheidsvoorlichting en -opvoeding;
- tandzorg;
- spraak en taal;
- gedragswetenschappen;
- informatica.

## Organisatie
Alle Nederlandse gemeenten hebben samenwerkingsverbanden afgesloten, om efficiënter te kunnen werken. Op 17 mei 2011 besloot de Eerste Kamer dat het aantal GGD’en zou worden teruggebracht naar 25; hetzelfde aantal als de huidige veiligheidsregio’s van de GHOR. Inmiddels (2016) vallen de GGD-regio's bijna overal samen met de veiligheidsregio's; een uitzondering vormen acht gemeenten in Noord-Brabant (Tilburg en omstreken).

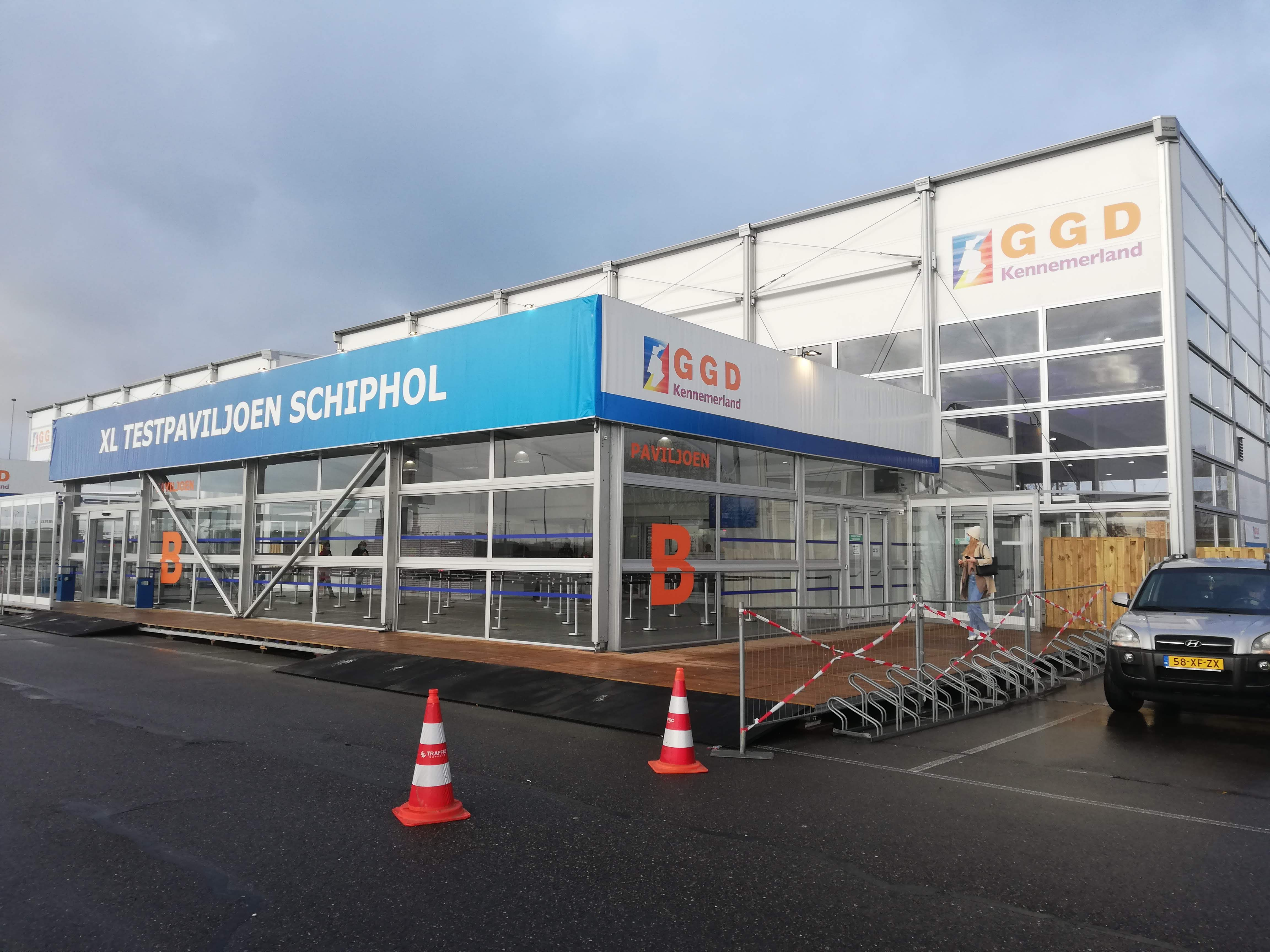
Test- en vaccinatielocatie van de GGD Kennemerland op Schiphol, januari 2021

De consequentie van het verminderen van het aantal GGD'en is de toename van het aantal inwoners dat onder één GGD valt. Een GGD-regio omvat tegenwoordig vaak meer dan 600.000 inwoners.
De organisatorische vorm van deze organisaties is per regio verschillend. De GGD'en werken via een gemeenschappelijke regeling voor meerdere gemeenten in een bepaalde regio; in het geval van GGD Noord- en Oost Gelderland zijn dat er zelfs 21. Eén gemeente (Utrecht) voert enkele publieke gezondheidstaken zelf uit.
Het landelijk samenwerkingsverband van alle GGD'en is in 2014 samengegaan met de landelijke koepel van de 25 GHOR-bureaus tot de vereniging GGD GHOR Nederland (Publieke Gezondheid en Veiligheid Nederland).